# Panzerformel
Die Panzerformel ist eine Zahlenwertgleichung mit der sich die Durchschlagskraft von Vollmantelgeschossen bei Stahlblech abschätzen lässt.
Sie wurde von Krupp entwickelt und lautet:
{\displaystyle S_{b}=0{,}0194\cdot {\sqrt[{4}]{\frac {E^{3}}{k^{5}}}}}
mit {\displaystyle S_{b}} als Panzerungsstärke in Millimeter, {\displaystyle E} der Auftreffenergie des Geschosses in Joule und {\displaystyle k} dem Kaliber in Zentimeter.
Eine frühe Formel zur Abschätzung der Durchschlagskraft von Geschossen wurde schon von Isaac Newton entwickelt.
Die oben genannte Formel liefert beim Einsetzen eine geringere Panzerungsstärke als die Panzerformel aus dem Waffentechnischen Handbuch:
{\displaystyle S_{b}={\sqrt[{0{,}7}]{\frac {m_{G}^{0{,}5}\cdot v_{z}}{A\cdot d^{0{,}75}}}}=C{\sqrt[{7}]{\frac {E^{5}}{k^{7{,}5}}}}}
mit {\displaystyle S_{b}} der Panzerungsstärke in Dezimeter, {\displaystyle m_{G}} dem Geschossgewicht in Kilogramm, {\displaystyle v_{z}} der Auftreffgeschwindigkeit in Meter pro Sekunde und {\displaystyle d} dem Geschosskaliber in Dezimeter.
{\displaystyle A} ist ein empirischer Faktor, der Geschossaufbau und Eigenschaften des Panzerwerkstoffs berücksichtigt. Anhaltswerte sind {\displaystyle A} = 2000 bis 2500 für Panzervollgeschosse und 1400 bis 1800 für Hartkerngeschosse.
Im Vergleich mit erstgenannter Formel sieht man die empirisch bestimmte Abhängigkeit / Unsicherheit der Panzerstärke vom Exponenten der Einschlagenergie und des Geschossdurchmessers.
Bei Abweichungen vom Auftreffwinkel, also nicht senkrechten Beschusses der Panzerung, wird die benötigte Panzerungsstärke kleiner. Die Panzerung wird als gepanzerte Schicht konstanter Dicke um das zu schützende Objekt in gleichbleibendem Abstand angenommen. Der Winkel {\displaystyle \alpha } ist die Abweichung zur Senkrechten, sodass die Panzerschicht in Tangentialrichtung {\displaystyle \alpha =90^{\circ }} liegt und der senkrechte Beschuss einem Winkel von {\displaystyle \alpha =0^{\circ }} entspricht. Die benötigte Panzerungsstärke in Millimeter für den nicht-senkrechten Beschuss lässt sich durch
{\displaystyle S_{a}=S_{b}\cdot {\cos ^{n}(\alpha )}} mit {\displaystyle n\approx 1{,}5}
aus der Panzerungsstärke {\displaystyle S_{b}} bei senkrechtem Beschuss abschätzen.